# Instituto Nacional de Tecnología Agropecuaria

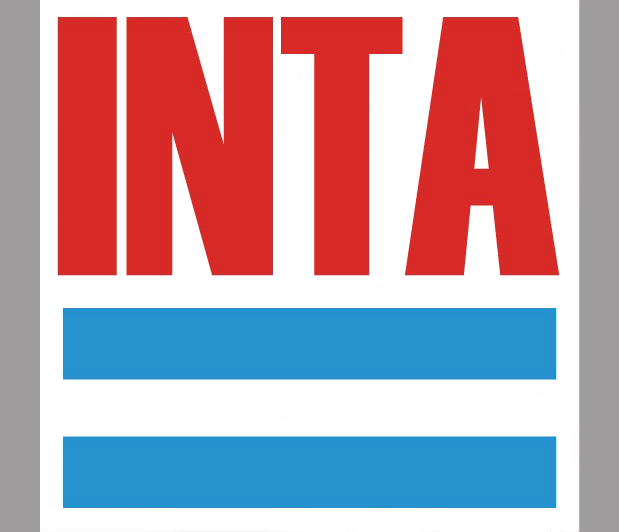
INTA Logo

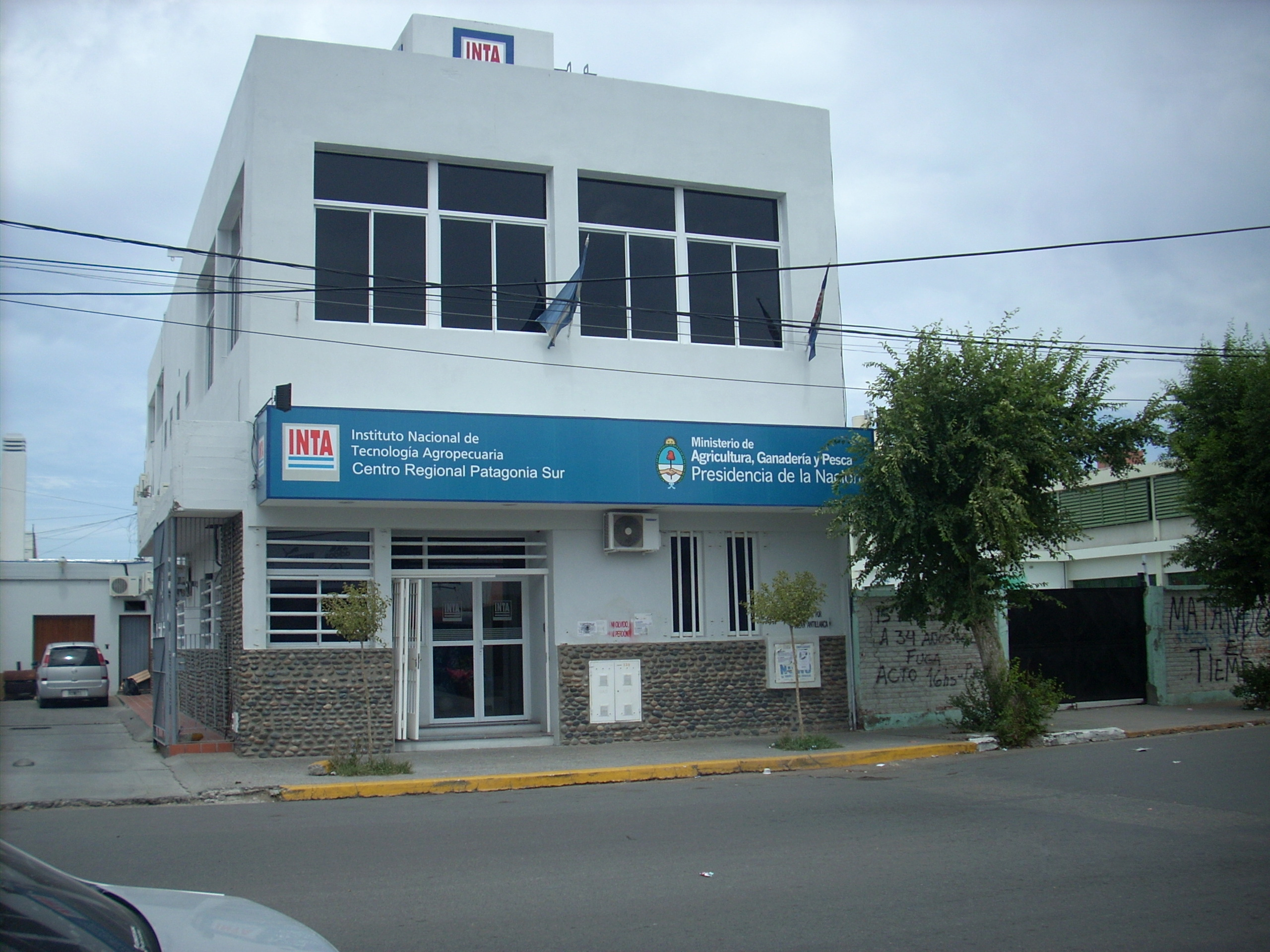
Regionalbüro des INTA der Región Patagónia Sur

Das Instituto Nacional de Tecnología Agropecuaria, meist kurz INTA genannt, ist das Argentinische Institut für Agrartechnik, einer Bundesbehörde Argentiniens, das 1956 gegründet wurde.

## Aufbau
Wie auch die später gegründete Schwesterbehörde Instituto Nacional de Tecnología Industrial steht diesem Institut ein Lenkungskreis vor, der gleichberechtigt von Vertretern aus Staat und Wirtschaft besteht. Effektiv übernimmt es dabei Funktionen der Normenkontrolle und des Verbraucherschutzes. Das Institut unterhält zahlreiche Büros in den Regionen, meist noch spezialisiert nach Branche, um kleine und mittelständische Betriebe direkt zu unterstützen.
Stand 2018 hatte das Institut 7993 Mitarbeiter und verfügte über ein Budget von knapp 6.3 Milliarden argentinischen Peso (etwa 100 Millionen Euro). Am Standort der Hauptverwaltung in Buenos Aires werden sechs Zentralinstitute unterhalten, die sich in 22 Teilinstitute gliedern, damit 53 Entwicklungszentren betreuen, die sich auf 350 Standorte verteilen.

## Teilinstitute
- Agroindustria: Centro de Investigación de Agroindustria (CIA)
  - Instituto de Ingeniería Rural (IIR)
  - Instituto de Tecnología de los Alimentos (ITA)

- Veterinarias y Agronómicas: Centro de Investigación en Ciencias Veterinarias y Agronómicas (CICVyA)
  - Instituto de Biotecnología
  - Instituto de Genética Ewald A. Favret (IGEAF)
  - Instituto de Microbiología y Zoología Agrícola (IMyZA)
  - Instituto de Patobiología
  - Instituto de Virología

- Investigaciones Agropecuarias Centro de Investigaciones Agropecuarias (CIAP)
  - Instituto de Fisiología y Recursos Genéticos Vegetales (IFRGV)
  - Instituto de Investigación Animal del Chaco Semiárido (IIACS)
  - Instituto de Patología Vegetal (IPaVe)

- Agricultura Familiar: Centro de Investigación y Desarrollo Tecnológico para la Agricultura Familiar (CIPAF)
  - Instituto de investigación y desarrollo tecnológico para la Agricultura Familiar - Región Pampeana
  - Instituto de investigación y desarrollo tecnológico para la Agricultura Familiar - Región NOA
  - Instituto de investigación y desarrollo tecnológico para la Agricultura Familiar - Región NEA
  - Instituto de investigación y desarrollo tecnológico para la Agricultura Familiar - Región Cuyo
  - Instituto de investigación y desarrollo tecnológico para la Agricultura Familiar - Región Patagonia

- Recursos Naturales: Centro de Investigación de Recursos Naturales
  - Instituto de Clima y Agua
  - Instituto de Recursos Biológicos
  - Instituto de Suelos
  - Instituto de Floricultura
- Centro de Investigación en Ciencias Políticas, Económicas y Sociales (CICPES)
  - Instituto de Economía
  - Instituto de Estudios Sociales
  - Instituto de Prospectiva y Políticas Públicas

## Regionalzentren
- Centro Regional Buenos Aires Norte
  - EEA Delta del Paraná
  - EEA General Villegas
  - EEA Pergamino
  - EEA San Pedro

- Centro Regional Buenos Aires Sur
  - EEA Balcarce
  - EEA Barrow
  - EEA Bordenave
  - EEA Cesáreo Naredo
  - EEA Cuenca del Salado
  - EEA Hilario Ascasubi

- Centro Regional Catamarca-La Rioja
  - EEA Catamarca
  - EEA Chilecito
  - EEA La Rioja

- Centro Regional Chaco-Formosa
  - EEA Colonia Benitez
  - EEA Ingeniero Juárez
  - EEA El Colorado
  - EEA Las Breñas
  - EEA Saénz Peña

- Centro Regional Córdoba
  - EEA Manfredi
  - EEA Marcos Juárez

- Centro Regional Corrientes
  - EEA Bella Vista
  - EEA Corrientes
  - EEA Mercedes

- Centro Regional Entre Ríos
  - EEA Concepción del Uruguay
  - EEA Concordia
  - EEA Paraná

- Centro Regional La Pampa-San Luis
  - EEA Anguil
  - EEA San Luis

- Centro Regional Mendoza-San Juan
  - EEA Junín
  - EEA La Consulta
  - EEA Mendoza
  - EEA Rama Caída
  - EEA San Juan

- Centro Regional Misiones
  - EEA Cerro Azul
  - EEA Montecarlo

- Centro Regional Patagonia Norte
  - EEA Alto Valle
  - EEA Bariloche
  - EEA Valle Inferior del Río Negro

- Centro Regional Patagonia Sur
  - EEA Chubut
  - EEA Esquel
  - EEA Santa Cruz

- Centro Regional Salta-Jujuy
  - EEA Abra Pampa
  - EEA Salta
  - EEA Yuto

- Centro Regional Santa Fé
  - EEA Oliveros
  - EEA Rafaela
  - EEA Reconquista